# Liste in Costa Rica vorhandener Dampflokomotiven
Dies ist eine Liste erhaltener Dampflokomotiven auf dem Gebiet der Costa Rica.

## Lokomotiven mit 42"
| Foto | Nummer oder Name                   | Bauart / Achsfolge | Hersteller                | Fabrik-nr. | Baujahr | Historie | Eigentümer / Betreiber / Strecke | Bemerkungen |
| ---- | ---------------------------------- | ------------------ | ------------------------- | ---------- | ------- | -------- | -------------------------------- | ----------- |
|      | Ferrocarril al Pacifico No. 14     | B1                 | ?                         |            |         |          | Backshops at Pacific Station     | [ 1 ]       |
|      | Ferrocarril al Pacifico No. 1      | 1’B (1B)           | Dickson Manufacturing Co. | 1020       | 1898    |          | Backshops at Pacific Station     | [ 2 ]       |
|      | Costa Rica Northern Railway No. 59 | 2’B                | Baldwin Locomotive Works  | 31880      | 1907    |          | Museum - Atlantic Station        | [ 3 ]       |
|      | Ferrocarril Del Sur No. 84         | 1’D1’              | Baldwin Locomotive Works  | 72669      | 1946    |          | Palmar Sur Park                  | [ 4 ]       |
|      | Ferrocarril del Sur No. 81         | 1’D1’              | Baldwin Locomotive Works  | 62444      | 1940    |          | Golfito Park                     | [ 5 ]       |
|      | Ferrocarril del Sur No. 82         | 1’D1’              | Baldwin Locomotive Works  | 62445      | 1940    |          | Golfito Park                     | [ 6 ]       |

## Lokomotiven mit 24"
| Foto | Nummer oder Name           | Bauart / Achsfolge | Hersteller  | Fabrik-nr. | Baujahr | Historie | Eigentümer / Betreiber / Strecke | Bemerkungen |
| ---- | -------------------------- | ------------------ | ----------- | ---------- | ------- | -------- | -------------------------------- | ----------- |
|      | Abangares Goldfields No. 2 | B                  | H.K. Porter | 3365       | 1906    |          | Ecomuseo Minas de Abangares      | [ 7 ]       |

## Lokomotiven mit 22"
| Foto | Nummer oder Name   | Bauart / Achsfolge | Hersteller     | Fabrik-nr. | Baujahr | Historie | Eigentümer / Betreiber / Strecke | Bemerkungen |
| ---- | ------------------ | ------------------ | -------------- | ---------- | ------- | -------- | -------------------------------- | ----------- |
|      | United Fruit No. 1 | B                  | Alco (Dickson) | 30196      | 1904    |          | Central Park                     | [ 8 ]       |